# Jaime de Zudáñez
Jaime de Zudáñez (* 25. Juli 1772 in Chuquisaca, dem heutigen Sucre; † 1832 in Montevideo) war ein bolivianischer Politiker und als Unabhängigkeitskämpfer in mehreren südamerikanischen Ländern aktiv.

## Leben
Zudáñez wurde im heutigen Sucre geboren, das zu dieser Zeit als Chuquisaca zum Vizekönigreich Río de la Plata gehörte. Im Jahr 1792 beendete er an der dortigen Universidad San Francisco Xavier sein Jura-Studium und wechselte an die Academia Carolina, wo er im Jahr 1795 promoviert wurde.
Zudáñez war eine zentrale Person der Revolution von Chuquisaca, die am 25. Mai 1809 in Sucre begann, aber schnell niedergeschlagen wurde. Zudáñez wurde verhaftet und kam als Gefangener nach Callao in Peru. Nach seiner Freilassung reiste er 1811 nach Chile, wo er sich der dortigen Unabhängigkeitsbewegung unter den Generälen Bernardo O’Higgins und Juan Mackenna anschloss. Im Jahr 1814 konnte er sich nach der vernichtenden Niederlage in der Schlacht von Rancagua der Gefangennahme entziehen und floh nach Argentinien.
Von 1817 bis 1819 war Zudáñez Vizepräsident des Kongresses von Tucumán, der zu dieser Zeit in Buenos Aires tagte. Ab 1820 lebte er in Montevideo und war dort Mitglied der uruguayischen Verfassungsgebenden Versammlung von 1828-1830.

## Würdigung
Nach dem Politiker wurden die bolivianische Provinz Jaime Zudáñez sowie die Kleinstadt Zudáñez benannt. Beide befinden sich im Departamento Chuquisaca.